# بولين تومسن
بولين تومسن (بالدنماركية: Pauline Thomsen)‏ هي رسامة دنماركية، ولدت في 17 يوليو 1858 في روسكيلدا في الدنمارك، وتوفيت في 16 أبريل 1931 في Ry, Denmark ‏ في الدنمارك.